# Prințesa Sofia de Schönburg-Waldenburg
Prințesa Sofia Elena Cecilia de Schönburg-Waldenburg (n. 21 mai 1885, Potsdam, Imperiul German – d. 3 februarie 1936, Hemeiuș, Bacău, România) a fost soția Prințului Wilhelm al Albaniei. Odată cu ascensiunea soțului ei pe tronul Albaniei, ea a devenit Prințesă a Albaniei albaneză Princeshë e Shqipërisë). În afara țării și în corespondențele diplomatice era intitulată "Prințesă Consort" însă în Albania era numită Mbretëreshë sau regină.

## Familie și căsătorie

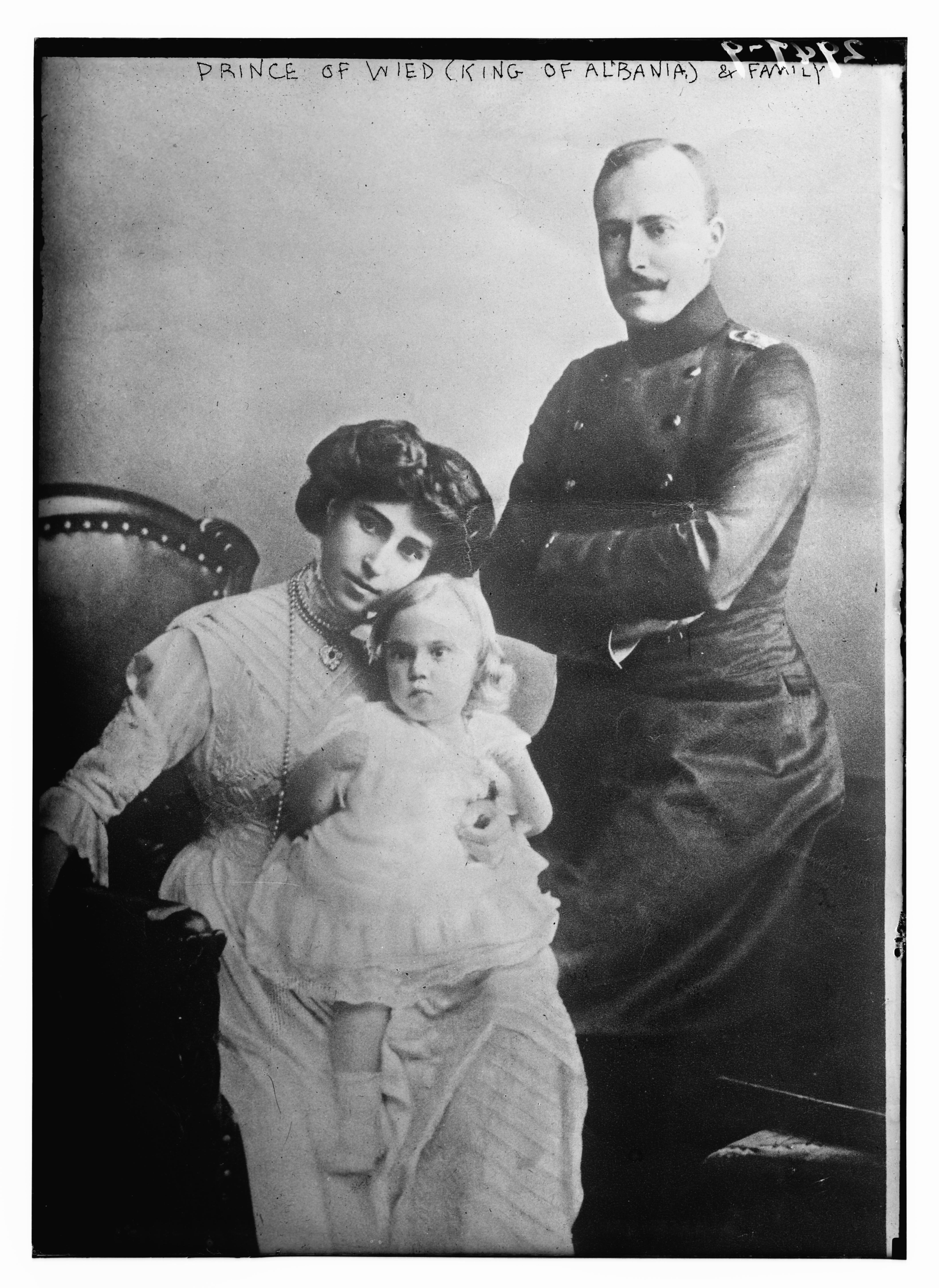
Prințesa Sofia cu soțul ei și cu primul copil, prințesa Marie Eleonore

Prințesa Sofia s-a născut la Potsdam, Brandenburg, ca fiică a Prințului Ereditar Victor de Schönburg-Waldenburg (1856–1888) și a Prințesei Lucia de Sayn-Wittgenstein-Berleburg (1859–1903). Ea a avut strămoși de origine albaneză, fiind  descendentă a Ruxandrei Ghica, fiica lui Grigore I Ghica.
Bunicii materni au fost Prințul Emil de Sayn-Wittgenstein-Berleburg (1824–1878) și prima lui soție, Pulcheria Cantacuzino (1820–1865), o prințesă româncă. Emil a fost fiul lui August Ludwig, Prinț de Sayn-Wittgenstein-Berleburg (1788–1874) și al  Franziska Allesina von Schweitzer (1802–1878).
Ambii părinți ai Sofiei au murit când ea era mică așa că a petrecut mare parte din adolescență la moșia de la Fântânele din Moldova, pe care o dețineau rudele materne.
La 30 noiembrie 1906 la Waldenburg, Saxonia, Prințesa Sofia s-a căsătorit cu Prințul Wilhelm de Wied. Cuplul a avut doi copii.
- Prințesa Marie Eleonore (1909–1956)
- Prințul Ereditar Carol Victor (1913–1973)

## Prințesă a Albaniei
Prințesa Sofia a fost apropiată de mătușa soțului ei, regina Elisabeta a României, pe care ea a cunoscut-o de când s-a mutat în România după moartea părinților ei. Prințesa Sofia și Regina Elisabeta au pictat, au compus și cântat la instrumente muzicale împreună. Regina Elisabeta a jucat un important rol important în aducerea pe tronul Albaniei a soțului Sofiei, cerându-i lui Take Ionescu să convingă marile puteri să-l aleagă pe Wilhelm. Atât Sofia cât și regina Elisabeta au lucrat împreună pentru ca Wilhelm să-și depășească reticența în a accepta tronul.
În cele din urmă Wilhelm a acceptat, și, la 21 februarie 1914, Prințul Wilhelm și Prințesa Sofia au găzduit o delegație a nobililor albanezi la castelul lor din Neuwied, unde lui Wilhelm i-a fost oferit tronul oficial.
Sofia și soțul ei au ajuns în Albania la 7 martie 1914, la Durrës, capitala provizorie. Totuși aventura albaneză s-a dovedit a fi de scurtă durată. La 3 septembrie 1914, cu țara în criză, prințesa Sofia și prințul Wilhelm au părăsit Albania și nu s-au întors niciodată. Cu toate acestea, oficial, ea a rămas Prințesă a Albaniei până la 31 ianuarie 1925, când țara a fost declarată republică.
Prințesa Sofia a murit la Fântânele, România, la vârsta de 50 de ani.